# Gemeinschaft

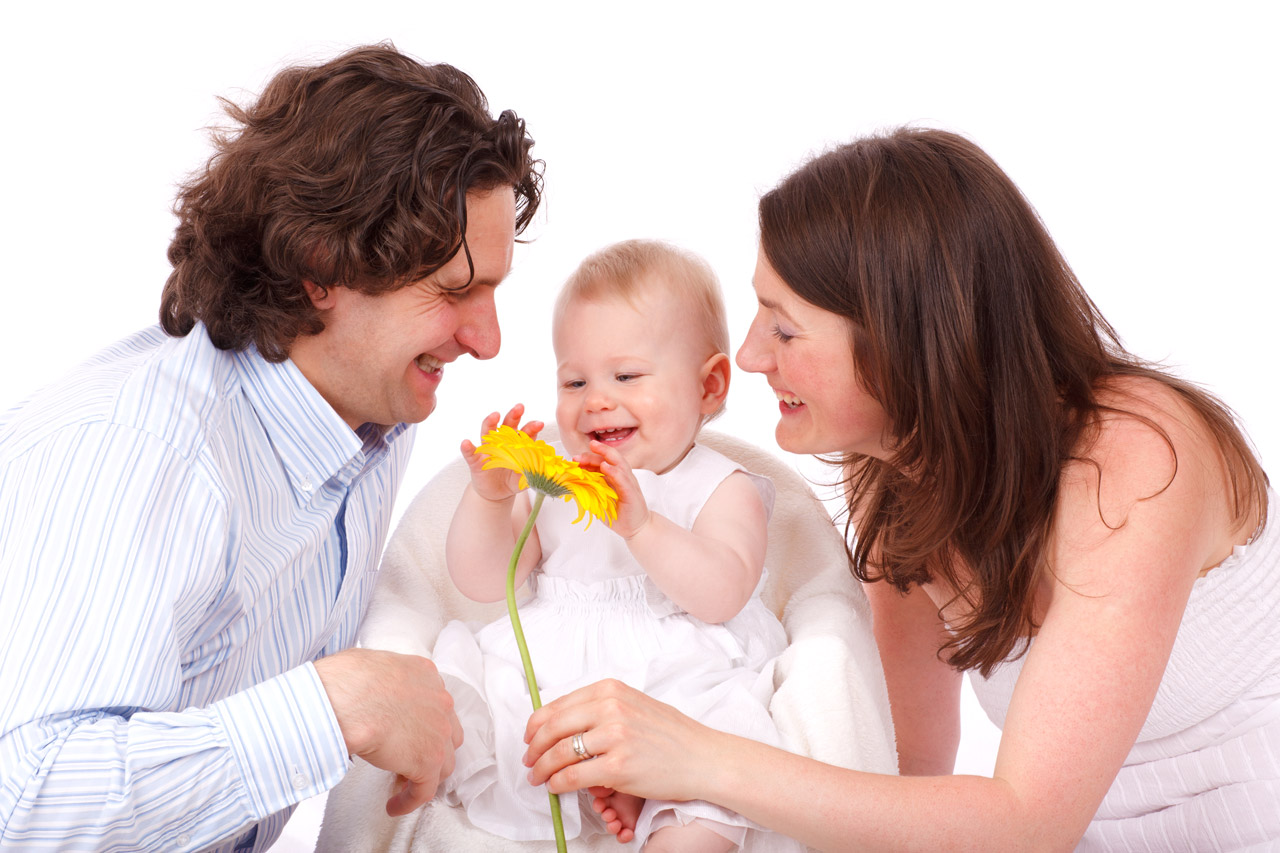
Die Kernfamilie ist die kleinste menschliche Gemeinschaft (2012)

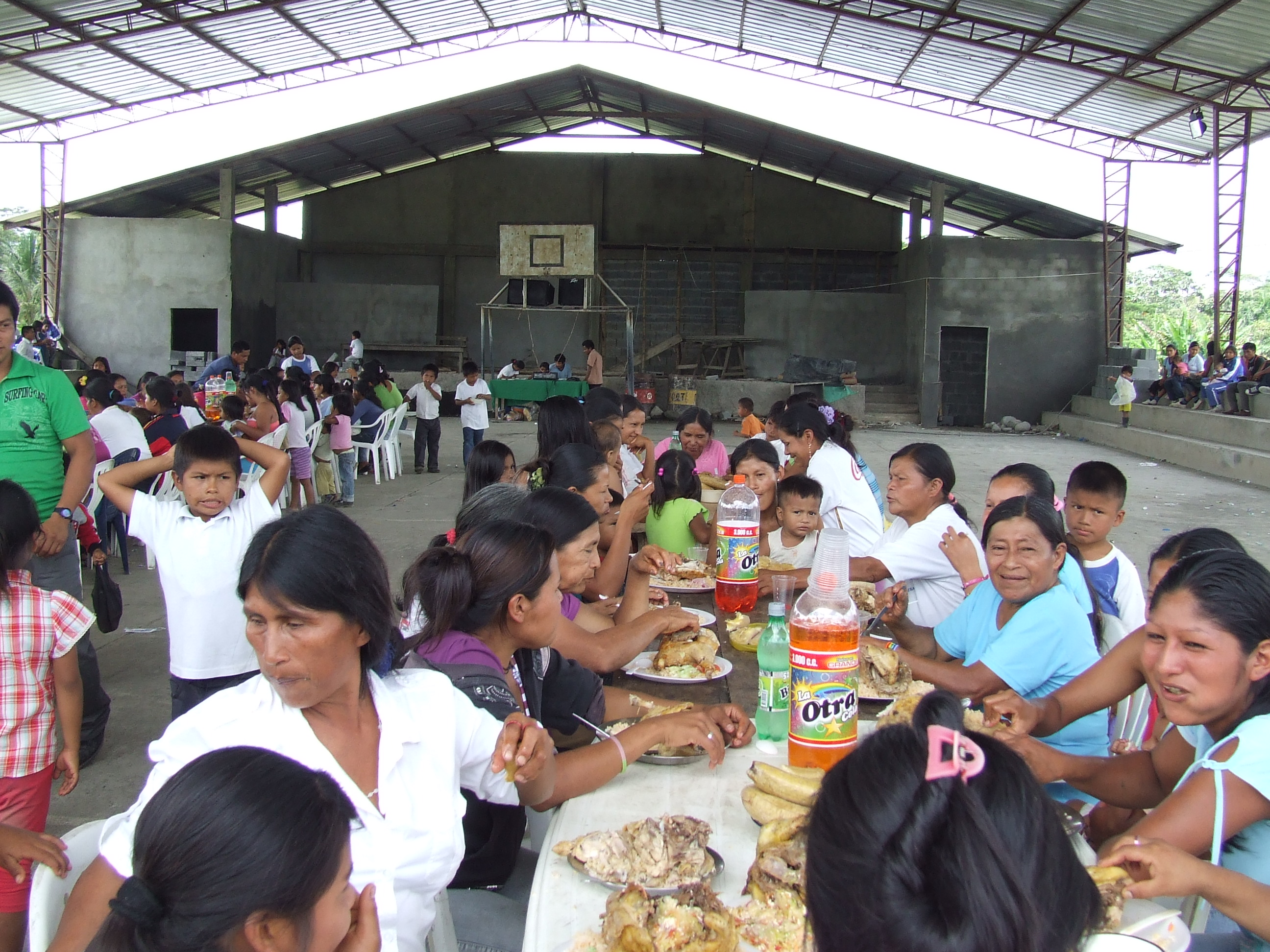
Indigene Dorfgemeinschaft in einer Shuar-Communidad in Ecuador (2011)

Gemeinschaft (von „gemein, Gemeinsamkeit“) bezeichnet in der Soziologie und der Ethnologie (Völkerkunde) eine überschaubare soziale Gruppe (beispielsweise eine Familie, Gemeinde, Wildbeuter-Horde, einen Clan oder Freundeskreis), deren Mitglieder durch ein starkes „Wir-Gefühl“ (Gruppenkohäsion) eng miteinander verbunden sind – oftmals über Generationen. Die Gemeinschaft gilt als ursprünglichste Form des Zusammenlebens und als Grundelement einer Gesellschaft (siehe auch Urgesellschaft).
Das Rechtswesen versteht unter Gemeinschaft eine Rechtsgemeinschaft oder Vertragsgemeinschaft. Die politische Gliederung Belgiens kennt neben Regionen auch drei „Gemeinschaften“ auf sprachlicher Grundlage (flämisch, französisch, deutsch) als Gliedstaaten des Föderalstaates.

## Allgemeines
Gemeinschaften werden von ihren Mitgliedern gegen Außenstehende abgegrenzt, ohne dass diese es als notwendig erkennen müssen. Bei kleinen Gemeinschaften (Kernfamilien, Freundes- oder auch Arbeitsgruppen, Kommunikations- und Handlungs- und Arbeitsgemeinschaften etc.) wird deutlich, dass Gemeinschaften freiwillige und auch unfreiwillige Mitglieder haben können. Beispiel: Ein Ehepaar heiratet formell freiwillig, aber ihre Kinder werden unfreiwillige Mitglieder.
Neben der Extremen der freien Willensentscheidung und des Hineingenötigt-Werdens gibt es in der Praxis viele Gemeinschaften, bei denen die freie Willensentscheidung so eingeschränkt ist, dass sie kaum wahrnehmbar ist, ohne dass man hineingeboren wird. Beispiele hierfür sind Klassengemeinschaften in der Schule oder Arbeitskollektive in Betrieben und sonstigen Institutionen. Auch Schicksalsgemeinschaften zählen zu den Gemeinschaften, etwa zunächst fremde Menschen, die einander aufgrund eines Unfalls z. B. in einem Rettungsboot über längere Zeit gegenseitig helfen.

### Eigeninteresse der Gemeinschaften
Eine Gemeinschaft entwickelt ein Eigeninteresse, welches sich an den alltäglichen Zielsetzungen der Lebensführung der Mitglieder bemisst und entsprechend auf vielerlei Weise miteinander verflochten ist. Bestärkt wird dies durch eine deutliche Trennungslinie zwischen „uns“ und „den Anderen“. Nicht selten fällt deshalb der Austritt aus der Gemeinschaft nicht leicht; dieser kann behindert oder moralisch diskreditiert werden („Untreue“), denn einen argumentativ vorbringbaren Einzelzweck haben sie gerade nicht. Politische Zwangsverbände werden oft als „Gemeinschaften“ deklariert, um ihre Mitglieder moralisch an sich zu binden, am nachhaltigsten erfolgt dies in totalitären Diktaturen.

### Grenzen der Vergemeinschaftung
Menschliche Individuen (soziale Akteure) können „Gemeinschaften“ nur begrenzt bilden. Es ist ihnen praktisch nicht möglich, zu jedem Zeitpunkt in allen ihren sozialen Beziehungen gemeinsame Ziele zu verfolgen oder jegliche Handlungen gemeinschaftlich durchzuführen. Im theoretisch strengen Sinne ist es ihnen sogar nie zur Gänze möglich, obwohl sie es anders empfinden können. Der Begriff „Gemeinschaft“ ist daher oft eine missbrauchte Fiktion. Der Begriff beinhaltet zumeist, dass der Mensch im Sinne organisierter Kollektive oder einzelner charismatischer Führer zu zweckdienlichen Handlungen für vermeintlich ihm teure oder lebenswichtige Gemeinschaften gedrängt wird (vergleiche Ideologie). So propagierten die Nationalsozialisten den Begriff der „Volksgemeinschaft“, um Menschen für ihre Ziele zu gewinnen und um Unerwünschte auszuschließen.

## Soziologische Theorie im engeren Sinn
Eine besondere Untersuchung über den grundsätzlichen Unterschied zwischen Gemeinschaft und Gesellschaft stammt vom deutschen Soziologen Ferdinand Tönnies in Gemeinschaft und Gesellschaft von 1887. Tönnies entwickelte darin den Ansatz, dass „Gemeinschaft“ und „Gesellschaft“ beide den Gegenstand der (von ihm damit in Deutschland begründeten) „Soziologie“ ausmachten. Beide sind ihm zufolge Formen sozialer Zustimmung, wobei der Wille, sich als Teil eines Kollektivs zu sehen (sich selbst notfalls als Mittel, das Kollektiv als Zweck – oder Wesenwille), „Gemeinschaften“ ausmache – indes der Wille, sich eines Kollektivs als eines Mittels zum eigenen Nutzen zu bedienen (der Kürwille), „Gesellschaften“ konstituiere. In der Reinen Soziologie der Begriffe schlössen also die Begriffe „Gemeinschaft“ und „Gesellschaft“ einander aus (er nennt solche Begriffe Normaltypen); in der empirischen Welt, dem Feld der Angewandten Soziologie, erscheinen sie hingegen nach Tönnies immer gemischt.
Tönnies war überhaupt der Erste, der Verhältnisse bzw. Verbindungen zwischen Menschen in der Bildung von Gruppen klar unterschied „entweder als reales und organisches Leben […] – dies ist das Wesen der Gemeinschaft oder als ideelle und mechanische Bildung – dies ist der Begriff der Gesellschaft.“ Gemeinschaft ist damit als etwas real-organisches, Gesellschaft als etwas ideell-mechanisches angesprochen: „Alles vertraute, heimliche, ausschließliche Zusammenleben […] wird als Leben in Gemeinschaft verstanden. […] In Gemeinschaft mit den Seinen befindet man sich, von der Geburt an, mit allem Wohl und Wehe daran gebunden.“ Als Sonderformen der Gemeinschaft unterscheidet Tönnies dann zwischen den „Gemeinschaften des Blutes“ („Verwandtschaft“), „des Ortes“ („Nachbarschaft“) und „des Geistes“ („Freundschaft“). Dagegen wird „Gesellschaft […] begriffen als eine Menge von natürlichen und künstlichen Individuen, deren Willen und Gebiete in zahlreichen Verbindungen zu einander […] stehen, und doch von einander unabhängig […] bleiben. Und hier ergibt sich die allgemeine Beschreibung der ‚bürgerlichen Gesellschaft‘ oder ‚Tauschgesellschaft‘, deren Natur und Bewegungen die politische Oekonomie zu erkennen beflissen ist: eines Zustandes, worin nach dem Ausdrucke des Adam Smith ‚jedermann ein Kaufmann ist‘“.
In seinem Spätwerk Geist der Neuzeit wandte Tönnies diese Begriffe an und folgerte, dass im (europäischen) Mittelalter die „Gemeinschaft“ die vorwiegende Anschauungsweise gewesen sei, in der man Kollektive verstanden habe, dass sich dies aber mit der Neuzeit zugunsten der Anschauung gewandelt habe, also alle Kollektive eher als eine „Gesellschaft“ zu verstehen.
Der deutsche Soziologe Max Weber erörtert, an Tönnies angelehnt, „Vergemeinschaftung“ und „Vergesellschaftung“ als soziologische Grundbegriffe in Wirtschaft und Gesellschaft (Erster Teil, Kapitel 1, § 9): Gemeinschaft „soll eine soziale Beziehung dann heißen, wenn und soweit die Einstellung des sozialen Handelns [] auf subjektiv gefühlter (affektueller oder traditioneller) Zusammengehörigkeit der Beteiligten beruht. ‚Vergesellschaftung‘ soll eine soziale Beziehung heißen, wenn und soweit die Einstellung des sozialen Handelns auf rational (wert- und zweckrational) motiviertem Interessenausgleich oder auf ebenso motivierten Interessenverbindung beruht. Vergesellschaftung kann typisch insbesondere (aber nicht: nur) auf rationaler Vereinbarung durch gegenseitige Zusage beruhen.“ Der Philosoph Helmuth Plessner analysiert in seinen anthropologischen Betrachtungen über „gesellschaftliche und gemeinschaftliche“ Daseinsformen die Grenzen der Gemeinschaft und unterscheidet zwischen „Blutsgemeinschaften“ und „Sachgemeinschaften“.
Der französische Soziologe Émile Durkheim traf die in Fachkreisen verbreitete Unterscheidung zwischen mechanischer und organischer Solidarität. „Mechanische Solidarität“ beruht nach ihm auf der Gleichheit der Kompetenzen der Mitglieder, „organische Solidarität“ auf ihrer Unterschiedlichkeit. Mit „mechanischer Solidarität“ wird die Unterscheidung nach außen deutlicher („Wir Arbeiter“, „Wir Deutschen“, „Wir Frauen“), während in der organischen Solidarität die gegenseitige Ergänzung (Arbeitsteilung) zu einer Einheit deutlich wird (Mann und Frau in der Familie, verschiedene Spezialisten in der arbeitsteiligen Volkswirtschaft). Dauerhafte Gemeinschaften haben sowohl mechanische als auch organische Elemente.
René König merkt an: „Gemeinschaft und Gesellschaft sind […] für Tönnies zwei einander im strengen Sinne ausschließende Gegensätze.“ Er meint, es tauche „der Gedanke auf, ob wir uns nicht ausschließlich in verbalen Scheinproblemen herumdrehen, denen wir vielleicht viel näherkommen würden, wenn wir uns zu dem Eingeständnis entschließen wollten, daß im Deutschen – schon rein sprachlich besehen – die Worte Gemeinschaft und Gesellschaft weder entgegengesetzt noch gleich, sondern einfach unklarer und unentschiedener Zuordnung sind“, und es sei „wahrscheinlich der Sache dienlicher, wenn wir uns entschließen könnten, diese Begriffe überhaupt nicht mehr zu verwenden“.
Dem wurde von Peter Ruben entschieden widersprochen. Er legte eine materialistische Interpretation der Begriffsbestimmung von Gemeinschaft und Gesellschaft vor. Demnach ist Gemeinschaft  als „Verhältnis des realen und organischen Lebens“ definiert. Die Gesellschaft dagegen als „Verhältnis der ideellen und mechanischen Bildung. Je nach der Art der Verhältnisbildung ist eine Gruppe damit entweder eine Gemeinschaft oder eine Gesellschaft. […] Die gewöhnlichen, natürlichen Menschen erhalten ihre Gattung via Gemeinschaftsbildung. […] Gemeinschaft, so können wir sagen, wird durch die unmittelbare Kooperation in der Produktion realisierbarer (absetzbarer) Güter oder Dienste hervorgebracht. Sie ist wesentlich durch Produktion begründet. Gesellschaft dagegen wird durch den Austausch, durch den Handel fundiert. […] Die Gesellschaft tritt also in Erscheinung, sobald wenigstens zwei voneinander verschiedene Gemeinschaften miteinander Austauschbeziehungen herstellen.“
Die Kommunitarismus-Diskussion, ausgehend von den USA, benutzt vergleichbare Auffassungen von Community, ohne die „Gemeinschafts“-Diskussion in der europäischen Soziologie nennenswert rezipiert zu haben. Vereinzelt finden sich jedoch ähnliche Ansätze z. B. bei Robert N. Bellah.

## Ethnologischer Gemeinschaftsbegriff
Im Sinne der ethnologischen Forschung hat der amerikanische Ethnologe Robert Redfield vier kennzeichnende Merkmale für Gemeinschaften definiert:
1. Unterscheidbarkeit: klare Abgrenzung von anderen Gruppen
2. Kleinheit: überschaubare Mitgliederzahl, in der jeder jeden kennt
3. Homogenität: sehr große Übereinstimmung bei den Weltanschauungen der Mitglieder
4. Selbstversorgung: ökonomisch und sozial weitgehend autark

Die amerikanischen Anthropologen George P. Murdock und Suzanne F. Wilson haben den aus der älteren Völkerkunde stammenden Begriff Lokalgruppe neu definiert (Face-to-Face-Community, regelmäßige Interaktionen der Angehörigen, Zugehörigkeitsgefühl), so dass er heute synonym für den ethnologischen Gemeinschaftsbegriff verwendet werden kann. Ein Beispiel für einen sehr ursprünglichen Typ der Lokalgruppe ist die Wildbeuter-Horde.
In diesem Zusammenhang steht auch der Begriff Lokale Gemeinschaften, der traditionell lebende Lokalgruppen mit einer potentiell subsistenzwirtschaftlich orientierten Lebensweise bezeichnet. Davon wird häufig in Verbindung mit dem Thema der Menschenrechte gesprochen.

## Rechtliche Unterscheidung von Gemeinschaft und Gesellschaft
Das Bürgerliche Gesetzbuch geht davon aus, dass eine Gesellschaft durch Vertrag gegründet wird (§§ 705–740), eine Gemeinschaft durch gemeinschaftliches Recht, gemeinschaftlichen Besitz oder Gegenstand (§§ 741–758). Im deutschen Zivilrecht ist Gemeinschaft der Oberbegriff für die Gesamthandsgemeinschaft und die Gemeinschaft der Miteigentümer. Ein weiteres bekanntes Beispiel ist die Genossenschaft.

## Weitere Gemeinschaftsformen
Nicht alle Formen sind rechtlich geregelt, das gilt insbesondere für die innere Struktur. Manche Formen bekamen erst im Laufe der Geschichte nach außen erkennbare Strukturen.
Religions- und Weltanschauungsgemeinschaften, vor allem Ordensgemeinschaften sind im tönnesianischen Sinn in ihrem Selbstbild stark „gemeinschaftlich“; der Einzelne opfert sich dem Kollektiv bis hin zum Martyrium.
Im Christentum wird die Gemeinschaft aller Gläubigen auch Gemeinschaft der Heiligen genannt. Damit ist die spirituelle Gemeinschaft aller Getauften als Glieder der Kirche und Teil des mystischen Leibes Christi gemeint. Im 19. Jahrhundert entstand in den evangelischen Kirchen die pietistisch geprägte Gemeinschaftsbewegung, die eine innere Erneuerung der Kirche und insbesondere die Gemeinschaftspflege forcierte. Solche Landeskirchliche Gemeinschaften bestehen bis heute. Im Islam gibt es das Konzept der Umma als Gemeinschaft der Muslime.
Lebensgemeinschaften aller Art sind auf die gesamte Dauer des Lebens angelegt. Neben der Ehe und der Lebenspartnerschaft zählen dazu beispielsweise geistliche Orden, auch „Lebensbünde“ (vergleiche Bund), von Burschenschaften, Corps, Sängerschaften, Turnerschaften u. a. Verbindungsstudenten.
Die Volksgemeinschaft wurde zu Beginn des Ersten Weltkrieges als Schlagwort für den Zusammenhalt der Nation beschworen. In der Weimarer Republik stritten sich die Parteien um den Begriff. Noch 1933 sprach Otto Wels in seiner berühmten Rede gegen das Ermächtigungsgesetz davon, dass die SPD die „wirkliche Volksgemeinschaft“ wolle.
Von der Jugendbewegung übernahm der Nationalsozialismus die frühmittelalterliche Bezeichnung „Gefolgschaft“ für Gruppen, die ihre Gemeinsamkeit in der Person ihres Führers sahen oder zu sehen hatten. Gefolgschaft bezeichnete nicht nur eine Gruppe von Mitgliedern der NSDAP, der SA oder der SS, sondern auch die Belegschaft eines Betriebes, die in einer beruflichen Fachschaft zusammengeschlossenen Angehörigen eines Berufes und andere Gemeinschaften.
Wirtschaftliche Gemeinschaften wie zum Beispiel die „Gemeinschaft Dämmstoff Industrie“ tragen überwiegend nur das Wort im Namen und sind dann reine Interessenvertretungen. Zumindest bei der Gründung spielte aber der Gedanke eine Rolle, dass man ein Gemeinschaftsgefühl und eine Solidarität der Mitglieder aus gleichartiger Tätigkeit schaffen könne.
Die Versicherten-Gemeinschaft der juristischen „Versicherungsvereine auf Gegenseitigkeit“ ist eine Solidargemeinschaft, in der die Masse der Versicherten durch ihre Beiträge die Verluste der Geschädigten kompensiert.
Neuere Konzepte sind zum Beispiel die Ökosiedlung und die Online-Community. Solche Gemeinschaftskonzepte zielen – gelegentlich sich auf die „organische Solidarität“ Durkheims berufend – auf eine bewusste Integration der sozialen Bindung und der Individualität eines autarken Subjektes zu einem bewussten sozialen Individuum (s. u.: Soziologische Theorie). Dabei besteht ein Spannungsverhältnis zwischen der Unterschiedlichkeit der Individuen und der Gemeinschaft. In diesem Zusammenhang spielen Begriffe wie Selbsterkenntnis, Selbstfindung eine Rolle, wobei im Sinne von Jacques Lacan auch das Spiegelstadium genannt wird. Ziele solcher „emanzipatorischen Gemeinschaften“ sind neben der Überwindung individueller und gesellschaftlicher Entfremdung heute meist Frieden (nach innen und außen), Beheimatung oder Glück, zusammen mit einer Nachhaltigkeit.
Die europäischen Gemeinschaften, die im eurotopia-Verzeichnis aufgeführt sind, haben sich seit seiner Erstausgabe 1997 (143 Projekte, ca. 5.000 Menschen) bis zur Drittausgabe 2005 (416 Projekte, ca. 60.000 Menschen) in ihrer Mitgliederzahl mehr als verzehnfacht. Sie sind weltweit im Global Ecovillage Network (GEN) organisiert und in der europäischen Sektion über die älteste europäische Gemeinschaft Findhorn (Schottland) bei den UN als Nichtregierungsorganisation (NGO) akkreditiert. Am bekanntesten in Deutschland ist wohl die Kommune Niederkaufungen. Weitere größere Gemeinschaften sind das ZEGG, das Ökodorf Sieben Linden und der Stamm der Likatier. Die größte europäische Gemeinschaft ist Damanhur in Norditalien (über 1000 Bewohner, eigene Verfassung und alternative Währung), die möglicherweise ganzheitlichste und innovativste mag Tamera (Alentejo, Portugal) sein, die auf hoher Ebene (Kontakte und Kooperationen: UN, EU, Eurosolar u. a.) an Solarenergie, Feldtheorie, globaler Friedensarbeit und alternativen Sozialisierungsformen forschen. In diesem Sinne sind die GEN-Projekte nicht selten spezialisiert (z. B. auf nachhaltige Landwirtschaft, Menschenrechte, Tierschutz, oder Selbstbestimmtheit und Subkultur linker Stadtkommunen).